# Філософія і фантастика. Фантастика як філософія
Філософія і фантастика. Фантастика як філософія — фантастикознавче дослідження українського журналіста і філософа Сергія Грабовського. Видане у 2017 році в Ніжині.

## Хараткеристика
У виданні висвітлено феномен фантастичного світогляду як «іноформи» філософії, своєрідної філософії науки. Автор зосередився на радянській фантастиці 1950-х — 1960-х років. Детально проаналізовано фантастичні ідеї та концепції Івана Єфремова, Сергія Снєгова і братів Стругацьких.

## Зміст
Замість вступу. Неминучість фантастики
1. Фантастика і філософія: совєтська ситуація 1950-60 років
• Специфіка НФ як складової соціокультурного простору
• Головні напрями світо осягнення у НФ совєтського періоду
• Проблема «життя і космос» у совєтській фантастиці
• Специфіка «філософської фантастики» як іноформи філософії
2. «Філософія космічного життя» Івана Єфремова
• Космос і життя у вимірах антропоцентризму: повість «Зоряні кораблі»
• Проблеми зародження, еволюції та катастроф «космічного життя»: роман «Туманність Андромеди» та повість «Серце Змії»
• Життя й інфернальність: роман «Година Бика»
• Безмежна розмаїтість форм життя у космосі: Сергій Снєгов
3. Космоантропосфера: виміри Аркадія і Бориса Стругацьких
Література

## Джерело
- Філософія і фантастика. Фантастика як філософія. — Ніжин: Видавець ПП Лисенко М. М., 2017. — 56 с.